# Noschai-Jurt
Noschai-Jurt (russisch Ножа́й-Ю́рт; tschetschenisch Нажи-Юрт Naschi-Jurth) ist ein Dorf (selo) in der Republik Tschetschenien in Russland mit 6744 Einwohnern (Stand 14. Oktober 2010).

## Geographie

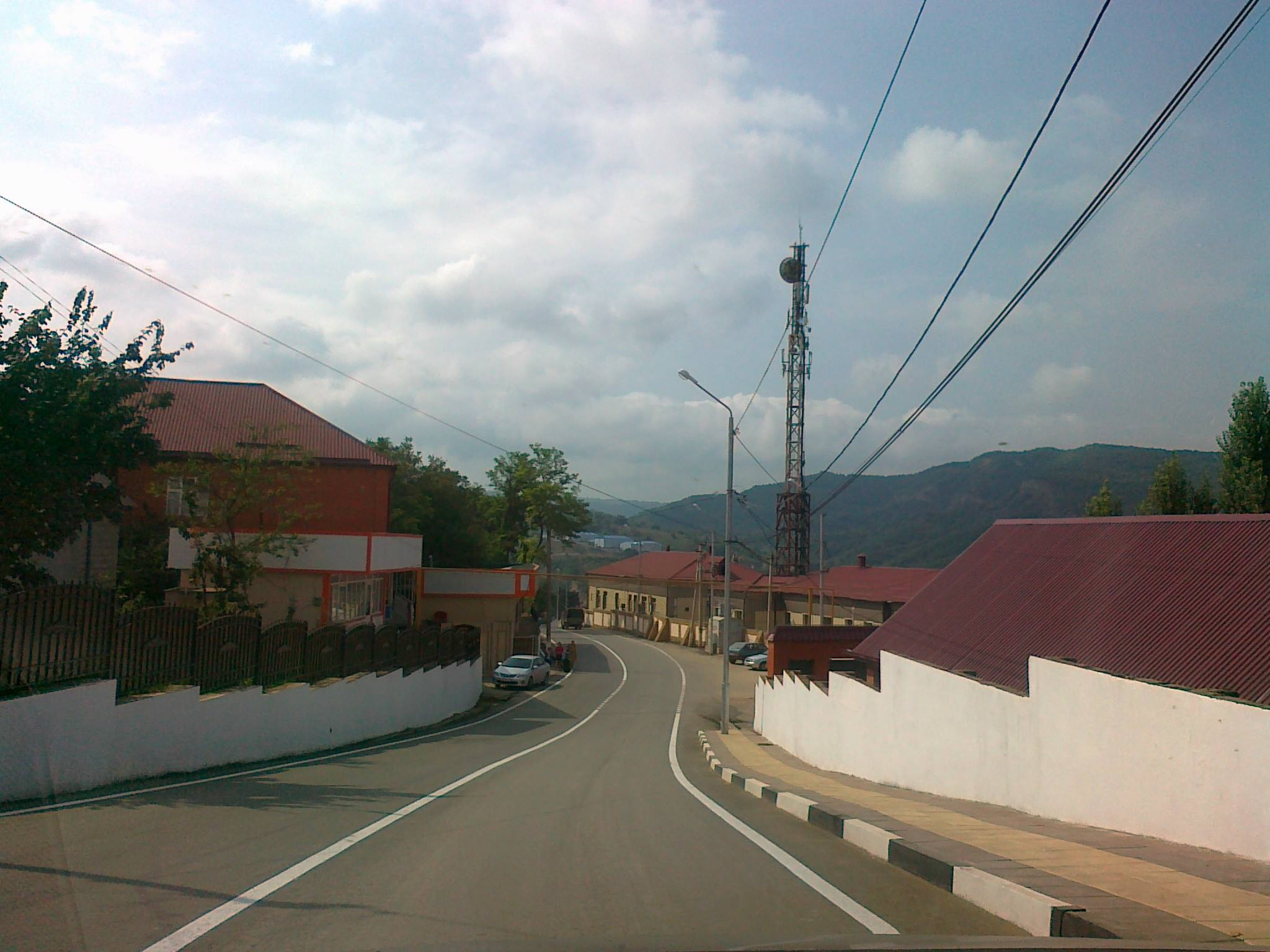
Straße in Noschai-Jurt

Der Ort liegt im nördlichen Randgebiet des Großen Kaukasus etwa 60 km Luftlinie ostsüdöstlich der Republikhauptstadt Grosny, etwa 4 km von der Grenze zur Nachbarrepublik Dagestan entfernt. Er befindet sich überwiegend an der rechten Talflanke des rechten Aksai-Nebenflusses Jamansu.
Noschai-Jurt ist Verwaltungszentrum des Rajons Noschai-Jurtowski sowie Sitz der Landgemeinde Noschai-Jurtowskoje selskoje posselenije, zu der weiterhin die Dörfer Mechkischty (4 km südsüdöstlich) und Tschurtsch-Irsu (2 km südöstlich) gehören.

## Geschichte
Das Dorf wurde erstmals 1810 unter dem Namen Noschi-Kort erwähnt. Ab 1860 gehörte es zur Oblast Terek, zunächst zu dessen Okrug Grosny, nach dessen Aufteilung 1905 zum Okrug Wedeno. Nach Bildung der Tschetschenischen Autonomen Oblast 1924 wurde Noschai-Jurt Verwaltungssitz eines nach ihm benannten Rajons, ab 15. Januar 1934 im Bestand der Tschetscheno-Inguschischen Autonomen Oblast und schließlich ab 5. Dezember 1936 in der Tschetscheno-Inguschischen ASSR.
Nach der Deportation der gesamten tschetschenischen Bevölkerung und Auflösung der autonomen Republik wurden in Noschai-Jurt Angehörige andischsprachiger Ethnien angesiedelt und der Ort in Andalaly umbenannt. Zusammen mit dem ebenfalls umbenannten Rajon kam er zur Dagestanischen ASSR. Nach Wiederherstellung der tschetschenisch-inguschischen Autonomie 1957 erfolgte die Rückbenennung von Ort und Rajon, der wieder Teil Tschetscheno-Inguschetiens wurde.

### Bevölkerungsentwicklung
| Jahr | Einwohner |
| ---- | --------- |
| 1939 | 1658      |
| 1959 | 1943      |
| 1970 | 2882      |
| 1979 | 3636      |
| 1989 | 4388      |
| 2002 | 5062      |
| 2010 | 6744      |

Anmerkung: Volkszählungsdaten

## Verkehr
Noschai-Jurt liegt an einer Regionalstraße von Batschi-Jurt zur Grenze nach Dagestan, dort weiter in die gut 20 km nordöstlich gelegene Stadt Chassawjurt an der föderalen Fernstraße R217, die entlang dem Fuß der Berge verläuft. Eine weitere Regionalstraße führt von Noschai-Jurt ins 17 km nördlich ebenfalls in Dagestan gelegene Dorf Tuchtschar, auch an der R217.
Die nächstgelegene Bahnstation befindet sich in Chassawjurt an der Strecke Rostow am Don – Machatschkala – Baku.